# Liga Mistrzyń UEFA (2009/2010)
Liga Mistrzów UEFA Kobiet w sezonie 2009/10 – dziewiąta edycja kobiecych klubowych rozgrywek o mistrzostwo Starego Kontynentu organizowanych przez UEFĘ i pierwsza rozgrywana pod szyldem UEFA Women’s Champions League (Liga Mistrzów UEFA Kobiet). Wcześniejsze osiem edycji odbyło się pod nazwą UEFA Women’s Cup (Puchar UEFA Kobiet). Zmieniona została także formuła rozgrywek. Do udziału w nich przystąpiły 53 drużyny z 44 federacji. Po raz pierwszy oprócz mistrzów krajowych udział w rozgrywkach miały także drużyny z ośmiu najwyżej notowanych lig w Europie, które zajęły w swoich rodzimych rozgrywkach drugie miejsce. Niemcy miały nawet trzech przedstawicieli, gdyż zwycięzca poprzedniej edycji, FCR 2001 Duisburg, który dzięki temu zwycięstwu udział miał zagwarantowany, zakończył krajowe rozgrywki na trzecim miejscu w tabeli.
Zwycięzcy 24 najsilniejszych lig europejskich oraz obrońca tytułu, FCR 2001 Duisburg zostali automatycznie przydzieleni do 1/16 finału. Pozostałe 28 ekip musiało walczyć w kwalifikacjach, w których podzielone były na 7 czterozespołowych grup. Do następnej fazy awans uzyskiwały jedynie drużyny z pierwszych miejsc. Od 1/16 rozgrywki prowadzone już były systemem pucharowym.

## Runda kwalifikacyjna
Losowanie grup eliminacyjnych odbyło się 24 czerwca 2009 o godz. 11.15 w siedzibie Europejskiej Unii Piłkarskiej w Nyonie. Drużyny przed losowaniem podzielone były na pięć koszyków. Eliminacje odbyły się w dniach 30 lipca – 4 sierpnia poprzez rozegranie siedmiu turniejów eliminacyjnych (siedem odrębnych grup po cztery zespoły w każdej. Spotkania rozgrywane były systemem każdy z każdym, po jednym  spotkaniu. Każdy turniej organizował jeden z siedmiu klubów-gospodarzy, których wyboru dokonano jeszcze przed losowaniem – były to: duńskie Brøndby IF, szwedzkie Linköpings FC, ŽNK Krka Novo mesto ze Słowenii, litewskie Gintra Universitetas, chorwacki ŽNK Osijek, ZFK Tikvesanka z Macedonii oraz cypryjski Apollon Limassol).

### Grupa A
Rywalizację w grupie A, rozgrywanej na boiskach w Szawlach i Poniewieżu zdominowały piłkarki Bayernu Monachium. W drugiej kolejce doszło wręcz do pogromu 19:0 nad mistrzyniami Gruzji, FC Norchi Dinamoeli Tbilisi. 6 bramek w tym spotkaniu strzeliła Vanessa Bürki, późniejsza zwyciężczyni klasyfikacji strzelczyń tej edycji Ligi Mistrzów.
| Poz. | Klub                        | M | Pkt. | Mecze | Mecze | Mecze | Bramki | Bramki |
| Poz. | Klub                        | M | Pkt. | zwy.  | rem.  | por.  | zdob.  | stra.  |
| ---- | --------------------------- | - | ---- | ----- | ----- | ----- | ------ | ------ |
| 1    | Bayern Monachium            | 3 | 9    | 3     | 0     | 0     | 32     | 2      |
| 2    | Glasgow City LFC            | 3 | 6    | 2     | 0     | 1     | 13     | 5      |
| 3    | Gintra Universitetas        | 3 | 3    | 1     | 0     | 2     | 7      | 11     |
| 4    | FC Norchi Dinamoeli Tbilisi | 3 | 0    | 0     | 0     | 3     | 1      | 35     |

- 1. kolejka:

| 30 lipca 2009 | Bayern Monachium                                         | 5:2   | Glasgow City LFC             |                                                |
| 14:00 EET     | Würmseer 16' · Simic 32', 78' · Aigner 85' · Banecki 90' | (2:0) | J. Ross 50' · Littlejohn 77' | Stadion Miejski, Szawle Sędzia: Esther Staubli |

| 30 lipca 2009 | Gintra Universitetas                                                                     | 7:1   | FC Norchi Dinamoeli Tbilisi |                                               |
| 18:00 EET     | Alekperova 9', 61' (k) · Imanalijeva 22' · Komarova 30', 45' · Budrytė 58' · Bložytė 73' | (4:0) | Kvaliashvili 90+3'          | Stadion Miejski, Szawle Sędzia: Betina Norman |

- 2. kolejka:

| 1 sierpnia 2009 | Bayern Monachium | 19:0   | FC Norchi Dinamoeli Tbilisi |                                               |
| 14:00 EET       | Würmseer 13', 28', 70', 77', 88' · Simic 17', 20', 34', 45+4' · Skhirtladze 18' (sam.) · Behringer 41' (k), 73' · Bürki 43', 46', 68', 72' (k), 84', 90' · Rech 45' | (10:0) | Nadirashvili 38'            | Stadion Miejski, Szawle Sędzia: Betina Norman |

| 1 sierpnia 2009 | Glasgow City LFC             | 2:0   | Gintra Universitetas |                                                            |
| 18:00 EET       | Littlejohn 50' · J. Ross 75' | (0:0) |                      | Stadion Miejski, Szawle Sędzia: Mihaela Gurdon-Basimamovic |

- 3. kolejka:

| 4 sierpnia 2009 | Gintra Universitetas | 0:8   | Bayern Monachium                                                                 |                                                            |
| 16:00 EET       |                      | (0:2) | de Pol 34' · Simic 44' · Bürki 48', 57', 68', 90' · Würmseer 65' · Mirlach 90+3' | Stadion Miejski, Szawle Sędzia: Mihaela Gurdon-Basimamovic |

| 4 sierpnia 2009 | FC Norchi Dinamoeli Tbilisi | 0:9   | Glasgow City LFC                                                                                 |                                                          |
| 16:00 EET       |                             | (0:7) | Lappin 8' · Malone 10', 19', 40', 46' · L. Ross 14' · Lindner 33' · Littlejohn 34' · Sneddon 67' | Aukštaitijos stadionas, Poniewież Sędzia: Esther Staubli |

### Grupa B
Turniej w ramach grupy B odbył się w Macedonii. Awans do 1/16 finału uzyskała drużyna Montpellier HSC. Gospodynie zajęły ostatnie miejsce, przegrywając wszystkie trzy spotkania.
| Poz. | Klub            | M | Pkt. | Mecze | Mecze | Mecze | Bramki | Bramki |
| Poz. | Klub            | M | Pkt. | zwy.  | rem.  | por.  | zdob.  | stra.  |
| ---- | --------------- | - | ---- | ----- | ----- | ----- | ------ | ------ |
| 1    | Montpellier HSC | 3 | 9    | 3     | 0     | 0     | 12     | 1      |
| 2    | FC NSA Sofia    | 3 | 6    | 2     | 0     | 1     | 7      | 4      |
| 3    | KÍ Klaksvík     | 3 | 3    | 1     | 0     | 2     | 5      | 6      |
| 4    | ZFK Tikvesanka  | 3 | 0    | 0     | 0     | 3     | 3      | 16     |

- 1. kolejka:

| 30 lipca 2009 | Montpellier HSC    | 2:0   | KÍ Klaksvík |                                                       |
| 17:00 CET     | Ramos 51', 69' (k) | (0:0) |             | Stadion Mladost, Strumica Sędzia: Silvia Tea Spinelli |

| 30 lipca 2009 | FC NSA Sofia                                                     | 5:0   | ZFK Tikvesanka |                                                 |
| 17:00 CET     | Radoyska 7' · Gospodinova 27', 69' · Kovacheva 57' · Zhekova 66' | (2:0) |                | Stadion Kukusz, Turnowo Sędzia: Marina Mamayeva |

- 2. kolejka:

| 1 sierpnia 2009 | Montpellier HSC                                                                | 7:1   | ZFK Tikvesanka |                                               |
| 18:00 CET       | Parasme 18', 35' · Viguier 20' · Lozé 61' (k) · Delie 67', 70' · Diguelman 71' | (3:0) | Andonova 83'   | Stadion Mladost, Strumica Sędzia: Petra Chuda |

| 1 sierpnia 2009 | KÍ Klaksvík   | 1:2   | FC NSA Sofia                |                                                     |
| 18:00 CET       | Andreasen 28' | (1:1) | Radoyska 33' · Boyanova 81' | Stadion Kukusz, Turnowo Sędzia: Silvia Tea Spinelli |

- 3. kolejka:

| 4 sierpnia 2009 | FC NSA Sofia | 0:3   | Montpellier HSC                        |                                                   |
| 18:00 CET       |              | (0:2) | Delie 26' · Ramos 30' · Lattaf 57' (k) | Stadion Mladost, Strumica Sędzia: Marina Mamayeva |

| 4 sierpnia 2009 | ZFK Tikvesanka                               | 2:4   | KÍ Klaksvík                                                   |                                             |
| 18:00 CET       | Andreevska 56' · Koshuleva 64' · Kostova 72' | (0:3) | Andreasen 4', 23' · Purkhús 30' · Josephsen 74' · Thomsen 79' | Stadion Kukusz, Turnowo Sędzia: Petra Chuda |

### Grupa C
Gospodarzem trzeciej grupy eliminacyjnej było duńskie Brøndby IF. W decydującym spotkaniu gospodynie ograły portugalskie SU 1° Dezembro 1:0 i awansowały dalej.
| Poz. | Klub             | M | Pkt. | Mecze | Mecze | Mecze | Bramki | Bramki |
| Poz. | Klub             | M | Pkt. | zwy.  | rem.  | por.  | zdob.  | stra.  |
| ---- | ---------------- | - | ---- | ----- | ----- | ----- | ------ | ------ |
| 1    | Brøndby IF       | 3 | 9    | 3     | 0     | 0     | 12     | 0      |
| 2    | SU 1° Dezembro   | 3 | 6    | 2     | 0     | 1     | 13     | 1      |
| 3    | Cardiff City LFC | 3 | 3    | 1     | 0     | 2     | 10     | 9      |
| 4    | Birkirkara FC    | 3 | 0    | 0     | 0     | 3     | 1      | 26     |

- 1. kolejka:

| 30 lipca 2009 | SU 1° Dezembro | 10:0  | Birkirkara FC |                                                                    |
| 15:00 CET     | Couto 17' · Fernandes 18', 26' · Silva 39', 87' · Silvia 54' · Pace 61' (sam.) · Matias 64' · Galvão 69' · Fenech 90+2' (sam.) | (4:0) |               | Boisko boczne stadionu Brøndby, Brøndby Sędzia: Gordana Kuzmanović |

| 30 lipca 2009 | Brøndby IF                                                                  | 5:0   | Cardiff City LFC |                                                                 |
| 18:30 CET     | S. Nielsen 11' · Brogaard 17' · Madsen 21' · D. Larsen 54' · T. Nielsen 85' | (3:0) |                  | Boisko boczne stadionu Brøndby, Brøndby Sędzia: Katalin Kulcsár |

- 2. kolejka:

| 1 sierpnia 2009 | Cardiff City LFC | 0:3   | SU 1° Dezembro                          |                                                                 |
| 13:00 CET       |                  | (0:2) | Mendes 10' · Fernandes 33' · Galvão 78' | Boisko boczne stadionu Brøndby, Brøndby Sędzia: Katalin Kulcsár |

| 1 sierpnia 2009 | Brøndby IF                                                                    | 6:0   | Birkirkara FC |                                                                  |
| 16:30 CET       | Andersen 38' · N. Larsen 45' · Kragh 65', 73' · Christiansen 80' · Hansen 89' | (2:0) |               | Boisko boczne stadionu Brøndby, Brøndby Sędzia: Knarik Grigoryan |

- 3. kolejka:

| 4 sierpnia 2009 | Birkirkara FC | 1:10  | Cardiff City LFC                                                                           |                                                                  |
| 12:45 CET       | Cuschieri 55' | (0:9) | Harding 5', 18', 22', 31', 32' · Miller 6' · Willcox 11' · Barrow 40' · Cousins 45+2', 82' | Boisko boczne stadionu Brøndby, Brøndby Sędzia: Knarik Grigoryan |

| 4 sierpnia 2009 | SU 1° Dezembro | 0:1   | Brøndby IF   |                                                     |
| 15:00 CET       |                | (0:1) | Andersen 31' | Brøndby Stadion, Brøndby Sędzia: Gordana Kuzmanović |

### Grupa D
Spotkania grupy D odbyły się w Słowenii. Zwyciężyły Włoszki z Sassari Torres CF. Najważniejsze, jak się później okazało spotkanie miało miejsce już w pierwszej kolejce, w której pokonały one 1:0 słowackie FK Slovan Duslo Šaľa. Bramkę na wagę zwycięstwa strzeliła w 88 minucie Patrizia Panico.
| Poz. | Klub                 | M | Pkt. | Mecze | Mecze | Mecze | Bramki | Bramki |
| Poz. | Klub                 | M | Pkt. | zwy.  | rem.  | por.  | zdob.  | stra.  |
| ---- | -------------------- | - | ---- | ----- | ----- | ----- | ------ | ------ |
| 1    | Sassari Torres CF    | 3 | 9    | 3     | 0     | 0     | 13     | 0      |
| 2    | FK Slovan Duslo Šaľa | 3 | 4    | 1     | 1     | 1     | 4      | 4      |
| 3    | Trabzonspor          | 3 | 3    | 1     | 0     | 2     | 3      | 11     |
| 4    | ŽNK Krka Novo mesto  | 3 | 1    | 0     | 1     | 2     | 2      | 7      |

- 1. kolejka:

| 30 lipca 2009 | Sassari Torres CF | 1:0   | FK Slovan Duslo Šaľa |                                                    |
| 15:45 CET     | Panico 88'        | (0:0) |                      | Stadion Matije Gubca, Krško Sędzia: Laurence Zeien |

| 30 lipca 2009 | ŽNK Krka Novo mesto | 0:2   | Trabzonspor              |                                                           |
| 20:45 CET     |                     | (0:2) | Tchkonia 33' · Önder 45' | Stadion Matije Gubca, Krško Sędzia: Karolina Radzik-Johan |

- 2. kolejka:

| 1 sierpnia 2009 | Sassari Torres CF                                                                         | 9:0   | Trabzonspor      |                                                    |
| 15:45 CET       | Panico 4', 34' · Fuselli 16', 58' · Manieri 43' · Cortesi 50' · Tona 52', 80' · Mattu 90' | (4:0) | Aksan 45+4', 64' | Stadion Matije Gubca, Krško Sędzia: Laurence Zeien |

| 1 sierpnia 2009 | FK Slovan Duslo Šaľa          | 2:2   | ŽNK Krka Novo mesto   |                                                           |
| 20:45 CET       | Kolenová 15' · Šaraboková 31' | (2:1) | Benak 40' · Erman 49' | Stadion Matije Gubca, Krško Sędzia: Karolina Radzik-Johan |

- 3. kolejka:

| 4 sierpnia 2009 | ŽNK Krka Novo mesto | 0:3   | Sassari Torres CF                         |                                                                |
| 17:30 CET       | Pavlović 33', 37'   | (0:0) | Fuselli 59' · Stracchi 66' · Iannella 82' | Stadion Matije Gubca, Krško Sędzia: Christina Westrum Pedersen |

| 4 sierpnia 2009 | Trabzonspor  | 1:2   | FK Slovan Duslo Šaľa        |                                                            |
| 17:30 CET       | Kalyoncu 54' | (0:2) | Šaraboková 9' · Bojdová 39' | Športni park, Ivančna Gorica Sędzia: Karolina Radzik-Johan |

### Grupa E
Spotkania grupy E rozegrano na stadionie Folkungavallen w Linköping. Gospodynie bez większych problemów uporały się z przeciwniczkami, kończąc rywalizację z bilansem bramkowym 20:0.
| Poz. | Klub          | M | Pkt. | Mecze | Mecze | Mecze | Bramki | Bramki |
| Poz. | Klub          | M | Pkt. | zwy.  | rem.  | por.  | zdob.  | stra.  |
| ---- | ------------- | - | ---- | ----- | ----- | ----- | ------ | ------ |
| 1    | Linköpings FC | 3 | 9    | 3     | 0     | 0     | 20     | 0      |
| 2    | CFF Clujana   | 3 | 6    | 2     | 0     | 1     | 10     | 6      |
| 3    | Glentoran LFC | 3 | 3    | 1     | 0     | 2     | 2      | 4      |
| 4    | FC Roma Calfa | 3 | 0    | 0     | 0     | 3     | 0      | 22     |

- 1. kolejka:

| 30 lipca 2009 | CFF Clujana | 1:0   | Glentoran LFC |                                                   |
| 12:00 CET     | Dusa 89'    | (0:0) |               | Folkungavallen, Linköping Sędzia: Zuzana Kovacova |

| 30 lipca 2009 | Linköpings FC | 11:0  | FC Roma Calfa |                                                |
| 17:00 CET     | Brännström 14', 21', 50', 66', 85' · Johansson Skalberg 25' · Sharro 28' · Seger 41' (k) · Krantz 44' · Asllani 57' · Karlsson I 89' | (6:0) |               | Folkungavallen, Linköping Sędzia: Leen Martens |

- 2. kolejka:

| 1 sierpnia 2009 | FC Roma Calfa | 0:9   | CFF Clujana                                                             |                                                |
| 12:00 CET       |               | (0:4) | Dusa 3', 15', 59', 79' · Spanu 11', 13', 76', 88' · Cusinova 78' (sam.) | Folkungavallen, Linköping Sędzia: Leen Martens |

| 1 sierpnia 2009 | Linköpings FC                                    | 3:0   | Glentoran LFC |                                                |
| 17:00 CET       | Brännström 56' · Asllani 80' · Karlsson II 90+1' | (0:0) |               | Folkungavallen, Linköping Sędzia: Dilan Gökçek |

- 3. kolejka:

| 4 sierpnia 2009 | Glentoran LFC            | 2:0   | FC Roma Calfa |                                                |
| 12:00 CET       | Cory 77' · Kevorkian 80' | (0:0) |               | Folkungavallen, Linköping Sędzia: Dilan Gökçek |

| 4 sierpnia 2009 | CFF Clujana | 0:6   | Linköpings FC                                                      |                                                   |
| 17:00 CET       |             | (0:3) | Asllani 8' · Landström 25' · Brännström 45', 53', 74' · Sharro 62' | Folkungavallen, Linköping Sędzia: Zuzana Kovacova |

### Grupa F
W grupie F, rozegranej na Cyprze awans uzyskała drużyna z Rosji, Rossijanka Krasnoarmiejsk. Gospodynie zajęły drugie miejsce, przegrywając tylko jeden mecz – 0:1 z Rossijanką.
| Poz. | Klub                      | M | Pkt. | Mecze | Mecze | Mecze | Bramki | Bramki |
| Poz. | Klub                      | M | Pkt. | zwy.  | rem.  | por.  | zdob.  | stra.  |
| ---- | ------------------------- | - | ---- | ----- | ----- | ----- | ------ | ------ |
| 1    | Rossijanka Krasnoarmiejsk | 3 | 9    | 3     | 0     | 0     | 19     | 0      |
| 2    | Apollon Limassol          | 3 | 6    | 2     | 0     | 1     | 6      | 1      |
| 3    | Maccabi Holon             | 3 | 3    | 1     | 0     | 2     | 2      | 11     |
| 4    | Saint Francis FC          | 3 | 0    | 0     | 0     | 3     | 0      | 15     |

- 1. kolejka:

| 30 lipca 2009 | Rossijanka Krasnoarmiejsk                                                                                      | 11:0  | Saint Francis FC |                                                    |
| 18:00 EET     | Morozova 8' · Skotnikova 11' · Petrova 20' · Oghiabeva 23', 30', 31' · Pekur 35' · Danilova 66', 70', 77', 84' | (7:0) |                  | Stadion Tsirion, Limassol Sędzia: Esther Azzopardi |

| 30 lipca 2009 | Maccabi Holon | 0:4   | Apollon Limassol                         |                                                         |
| 21:00 EET     |               | (0:3) | Laiu 3', 57' · Iusan 44' · Solomou 45+2' | Stadion Tsirion, Limassol Sędzia: Paloma Quintero Siles |

- 2. kolejka:

| 1 sierpnia 2009 | Rossijanka Krasnoarmiejsk | 1:0   | Apollon Limassol |                                               |
| 18:00 EET       | Oghiabeva 14'             | (1:0) |                  | Stadion Tsirion, Limassol Sędzia: Paula Thörn |

| 1 sierpnia 2009 | Saint Francis FC | 0:2   | Maccabi Holon  |                                                    |
| 21:00 EET       |                  | (0:1) | Ohana 17', 61' | Stadion Tsirion, Limassol Sędzia: Esther Azzopardi |

- 3. kolejka:

| 4 sierpnia 2009 | Maccabi Holon | 0:7   | Rossijanka Krasnoarmiejsk                                                                           |                                                      |
| 17:45 EET       |               | (0:3) | Danilova 20', 67' · Petrova 36' · Kharchenko 42' · Terekhova 53' · Oghiabeva 75' · Mokshanova 90+1' | Stadion Pafiako, Pafos Sędzia: Paloma Quintero Siles |

| 4 sierpnia 2009 | Apollon Limassol       | 2:0   | Saint Francis FC |                                               |
| 17:45 EET       | Kostova 49' · Laiu 71' | (0:0) |                  | Stadion Tsirion, Limassol Sędzia: Paula Thörn |

### Grupa G
Najwięcej emocji było w rozgrywanej w Chorwacji grupie G, choć to nie gospodynie odegrały w niej główną rolę. Po dwóch kolejkach ekipy Evertonu i Team Strømmen FK miały na koncie po dwa zwycięstwa i sprawa awansu miała rozstrzygnąć się w bezpośrednim starciu. Przed meczem lepszy bilans bramkowy miały Norweżki, co dawało im awans nawet przy remisie. „Zwycięskie” dla Norweżek 0:0 utrzymywało się do drugiej minuty doliczonego czasu gry, ale wtedy celnym strzałem popisała się Michelle Hinnigan, dając swej drużynie zwycięstwo i awans.
| Poz. | Klub             | M | Pkt. | Mecze | Mecze | Mecze | Bramki | Bramki |
| Poz. | Klub             | M | Pkt. | zwy.  | rem.  | por.  | zdob.  | stra.  |
| ---- | ---------------- | - | ---- | ----- | ----- | ----- | ------ | ------ |
| 1    | Everton LFC      | 3 | 9    | 3     | 0     | 0     | 11     | 1      |
| 2    | Team Strømmen FK | 3 | 6    | 2     | 0     | 1     | 14     | 1      |
| 3    | Levadia Tallinn  | 3 | 3    | 1     | 0     | 2     | 4      | 13     |
| 4    | ŽNK Osijek       | 3 | 0    | 0     | 0     | 3     | 2      | 16     |

- 1. kolejka:

| 30 lipca 2009 | Everton LFC                                  | 3:1   | ŽNK Osijek |                                            |
| 17:00 CET     | Duggan 55' · Zloša 60' (sam.) · Williams 75' | (0:1) | Juko 6'    | Gradski vrt, Osijek Sędzia: Christine Beck |

| 30 lipca 2009 | Team Strømmen FK                                      | 5:0   | Levadia Tallinn |                                                 |
| 20:00 CET     | Dekkerhus 5', 84' · Abdullah 24' · Nwatjei 77' (90+3) | (2:0) |                 | Gradski vrt, Osijek Sędzia: Natalia Aleksakhina |

- 2. kolejka:

| 1 sierpnia 2009 | Everton LFC                                                        | 7:0   | Levadia Tallinn |                                                 |
| 17:00 CET       | Scott 14', 25', 67' · Williams 37' · Dowie 53', 65' · Westwood 78' | (3:0) |                 | Gradski vrt, Osijek Sędzia: Natalia Aleksakhina |

| 1 sierpnia 2009 | ŽNK Osijek | 0:9   | Team Strømmen FK                                                                                          |                                           |
| 20:00 CET       |            | (0:4) | Dekkerhus 8', 74' · Nwatjei 16', 59' · Matheson 41' · Knudsen 43', 88' · Storløkken 49' · Gulbrandsen 80' | Gradski vrt, Osijek Sędzia: Jana Adámková |

- 3. kolejka:

| 4 sierpnia 2009 | Team Strømmen FK | 0:1   | Everton LFC    |                                          |
| 17:00 CET       |                  | (0:0) | Hinnigan 90+2' | Cibalia, Vinkovci Sędzia: Christine Beck |

| 4 sierpnia 2009 | Levadia Tallinn                          | 4:1   | ŽNK Osijek |                                           |
| 17:00 CET       | Ahmetšina 23' · Pajo 45+2', 63' (k), 72' | (2:0) | Pavlek 58' | Gradski vrt, Osijek Sędzia: Jana Adámková |

## 1/16 finału
Losowanie par odbyło się 14 sierpnia 2009 o godz. 12.00 w siedzibie UEFY w Nyonie. 16 najwyżej notowanych klubów zostało rozstawionych, ponadto ustalono iż rozstawione drużyny pierwszy mecz zagrają na wyjeździe. Zespoły z tych samych federacji nie mogły na siebie trafić. Przy okazji rozlosowano również, kto na kogo trafi w 1/8. Pierwsze mecze rozegrano 30 września, a rewanże tydzień później.
| 30 września 2009 | Alma KTZH       | 1:0   | Sparta Praga |                                                                     |
| 15:00 YEKT       | Zhanatayeva 49' | (0:0) |              | Stadion Torpedo, Kokczetaw Widzów: 1200 Sędzia: Ann-Helen Østervold |

| 7 października 2009 | Sparta Praga       | 2:0   | Alma KTZH |                                                                   |
| 15:00 CET           | Ondrušová 16', 37' | (2:0) |           | Stadion Na Plynárně, Praga Widzów: 360 Sędzia: Florence Guillemin |

- Awans: Sparta Praga (2:1 w dwumeczu)

| 30 września 2009 | Żytłobud-1 Charków | 0:5   | Umeå IK                                                                   |                                                         |
| 15:00 EET        |                    | (0:3) | Jakobsson 10' · Dahlkvist 26' · Bachmann 44' · Yamaguchi 46' · Edlund 65' | Helios Arena, Charków Widzów: 350 Sędzia: Sabine Bonnin |

| 7 października 2009 | Umeå IK                                                                                               | 6:0   | Żytłobud-1 Charków |                                                             |
| 19:00 CET           | Andrushchak 34' (sam.) · Masalśka 38' (sam.) · Bachmann 45+2', 46' · Konradsson 56' · I. Zingmark 88' | (3:0) |                    | Gammliavallen, Umeå Widzów: 386 Sędzia: Alexandra Ihringova |

- Awans: Umeå IK (11:0 w dwumeczu)

| 30 września 2009 | RTP Unia Racibórz | 1:3   | SV Neulengbach                         |                                                           |
| 16:00 CET        | Sznyrowska 90+2'  | (0:2) | Brandtner 12' · Ruiss 37' · Burger 51' | Stadion OSiR-u, Racibórz Widzów: 4200 Sędzia: Anja Kunick |

| 7 października 2009 | SV Neulengbach | 0:1   | RTP Unia Racibórz |                                                                    |
| 16:00 CET           |                | (0:0) | Winczo 69'        | Wienerwaldstadion, Neulengbach Widzów: 650 Sędzia: Claudine Brohet |

- Awans: SV Neulengbach (3:2 w dwumeczu)

| 30 września 2009 | Sassari Torres CF                                  | 4:1   | Valur Reykjavík |                                                                  |
| 15:00 CET        | Panico 40' · Manieri 45' · Tona 68' · Stracchi 80' | (2:0) | Gísladóttir 68' | Stadio Vanni Sanna, Sassari Widzów: 1300 Sędzia: Floarea Ionescu |

| 7 października 2009 | Valur Reykjavík | 1:2   | Sassari Torres CF         |                                                                  |
| 15:30 WET           | Jónsdóttir 69'  | (0:1) | Iannella 42' · Panico 81' | Vodafonevöllurinn, Reykjavík Widzów: 748 Sędzia: Kateryna Monzul |

- Awans: Sassari Torres CF (6:2 w dwumeczu)

| 30 września 2009 | ŽNK SFK 2000 Sarajevo | 0:3   | Zwiezda-2005 Perm                                 |                                                                 |
| 16:00 CET        |                       | (0:2) | Apanaschenko 9' · Tsybutovich 37' · Zinchenko 49' | Stadion Grbavica, Sarajewo Widzów: 500 Sędzia: Aneliya Sinabova |

| 7 października 2009 | Zwiezda-2005 Perm                                                              | 5:0   | ŽNK SFK 2000 Sarajevo |                                                                       |
| 19:00 YEKT          | Apanaschenko 8' · Kurochkina 15' · Barbashina 32' · Dyatel 41' · Zinchenko 76' | (4:0) |                       | Stadion Zwiezda, Perm Widzów: 1200 Sędzia: Christina Westrum Pedersen |

- Awans: Zwiezda-2005 Perm (8:0 w dwumeczu)

| 30 września 2009 | ŽFK Mašinac PZP Nisz | 0:3 (wo.) | Olympique Lyon |                                                             |
| 16:30 CET        |                      | (0:1)     | Simone 6'      | Stadion Mašinac, Nisz Widzów: 1500 Sędzia: Hilal Tuba Tosun |

| 7 października 2009 | Olympique Lyon                                           | 5:0   | ŽFK Mašinac PZP Nisz |                                                         |
| 19:00 CET           | Nécib 55', 89' · Thomis 71' · Schelin 74' · Brétigny 80' | (0:0) |                      | Stade Gerland, Lyon Widzów: 3022 Sędzia: Efthalia Mitsi |

- Awans: Olympique Lyon (8:0 w dwumeczu)

| 30 września 2009 | Røa IL                                    | 3:0   | Everton LFC |                                                        |
| 16:30 CET        | Thorsnes 15' · M. Knutsen 40' · Haavi 68' | (2:0) |             | Røa Kunstgress, Oslo Widzów: 346 Sędzia: Teodora Albon |

| 7 października 2009 | Everton LFC                | 2:0   | Røa IL |                                                           |
| 15:30 WET           | Westwood 8' · Hinnigan 57' | (1:0) |        | Arriva Stadium, Crosby Widzów: 228 Sędzia: Dagmar Damková |

- Awans: Røa IL (3:2 w dwumeczu)

| 30 września 2009 | Uniwersytet Witebsk | 1:5   | FCR 2001 Duisburg                                    |                                                                          |
| 18:30 EET        | Yalova 76'          | (0:4) | Hegering 6' · Maes 33' · Grings 37', 40' · Leite 69' | Centralny sportkompleks, Witebsk Widzów: 3000 Sędzia: Gordana Kuzmanović |

| 7 października 2009 | FCR 2001 Duisburg                            | 6:3   | Uniwersytet Witebsk                           |                                                                         |
| 19:30 CET           | Grings 5' (k), 22', 38', 45', 48' · Maes 26' | (5:2) | Yalova 27' · Aniskoutsava 35' · Ryzhevich 52' | Stadion Niederrhein, Oberhausen Widzów: 1080 Sędzia: Sandra Braz Bastos |

- Awans: FCR 2001 Duisburg (11:4 w dwumeczu)

| 30 września 2009 | Standard Fémina de Liège | 0:0   | Montpellier HSC |                                                                          |
| 18:00 CET        |                          | (0:0) |                 | Stade Maurice Dufrasne, Liège Widzów: 1750 Sędzia: Paloma Quintero Siles |

| 7 października 2009 | Montpellier HSC                    | 3:1   | Standard Fémina de Liège |                                                                      |
| 18:00 CET           | Lattaf 63' · Ramos 64' · Delie 78' | (0:1) | Meunier 28'              | Stade de la Mosson, Montpellier Widzów: 2134 Sędzia: Kirsi Heikkinen |

- Awans: Montpellier HSC (3:1 w dwumeczu)

| 30 września 2009 | Viktória FC Szombathely | 0:5   | Bayern Monachium                                                |                                                                      |
| 18:00 CET        |                         | (0:4) | Bürki 9' · Baunach 17' · Islacker 31' · Rech 45+1' · Mayr 90+1' | Rohonci úti stadion, Szombathely Widzów: 2000 Sędzia: Laurence Zeien |

| 7 października 2009 | Bayern Monachium                | 4:2   | Viktória FC Szombathely |                                                                      |
| 18:00 CET           | Mayr 9', 60', 80' · Banecki 84' | (1:1) | Tóth 12', 76'           | Sportpark Aschheim, Aschheim Widzów: 410 Sędzia: Natalia Avdonchenko |

- Awans: Bayern Monachium (9:2 w dwumeczu)

| 30 września 2009 | FC Honka     | 1:8   | 1. FFC Turbine Poczdam                                                                                   |                                                                       |
| 19:00 EET        | Hietanen 89' | (0:4) | Mittag 8', 10', 60' · Zietz 14' (k) · Helenius 16' (sam.) · Kessler 58' · Draws 71' · Tervo 90+3' (sam.) | Tapiolan urheilupuisto, Espoo Widzów: 702 Sędzia: Silvia Tea Spinelli |

| 7 października 2009 | 1. FFC Turbine Poczdam                                                                | 8:0   | FC Honka |                                                                       |
| 19:00 CET           | Mittag 10', 79', 90+2' · Zietz 17' · Bagehorn 40' · Odebrecht 52' · Bajramaj 64', 71' | (3:0) |          | Karl-Liebknecht-Stadion, Poczdam Widzów: 1383 Sędzia: Jenny Palmqvist |

- Awans: 1. FFC Turbine Poczdam (16:1 w dwumeczu)

| 30 września 2009 | PAOK Saloniki | 0:9   | Arsenal Ladies                                                              |                                                             |
| 19:00 EET        |               | (0:5) | Yankey 8', 72' · Little 13', 32', 35', 90+4' · Lander 44' (62) · Ludlow 87' | Stadion Toumba, Saloniki Widzów: 1500 Sędzia: Lena Arwedahl |

| 7 października 2009 | Arsenal Ladies                                                                                                   | 9:0   | PAOK Saloniki |                                                                           |
| 15:00 WET           | Little 11', 13', 47' · Chapman 17' · Beattie 21' · Kynossidou 44' (sam.) · Davison 74' · Bruton 77' · Coombs 84' | (5:0) |               | Meadow Park, Borehamwood Widzów: 197 Sędzia: Yuliya Medvedeva-Keldyusheva |

- Awans: Arsenal Ladies (18:0 w dwumeczu)

| 30 września 2009 | FC Zürich Frauen | 0:2   | Linköpings FC             |                                                                        |
| 18:00 CET        |                  | (0:2) | Seger 15' · Landström 30' | Stadion Schützenwiese, Winterthur Widzów: 1050 Sędzia: Marina Mamayeva |

| 7 października 2009 | Linköpings FC                                    | 3:0   | FC Zürich Frauen |                                                                 |
| 18:00 CET           | Brännström 25' · Karlsson II 37' · Andersson 60' | (2:0) |                  | Folkungavallen, Linköping Widzów: 798 Sędzia: Bibiana Steinhaus |

- Awans: Linköpings FC (5:0 w dwumeczu)

| 30 września 2009 | Fortuna Hjørring                                        | 4:0   | ASD CF Bardolino |                                                                |
| 19:00 CET        | Igbo 28' · Boni 50' (sam.) · Munk 72' · Christensen 81' | (1:0) |                  | Hjørring Stadion, Hjørring Widzów: 1326 Sędzia: Esther Staubli |

| 7 października 2009 | ASD CF Bardolino          | 2:1   | Fortuna Hjørring |                                                                                 |
| 19:30 CET           | Paliotti 33' · Villar 77' | (1:1) | Christensen 27'  | Stadio Marcantonio Bentegodi, Werona Widzów: 520 Sędzia: Gyöngyi Krisztina Gaál |

- Awans: Fortuna Hjørring (5:2 w dwumeczu)

| 30 września 2009 | AZ Alkmaar    | 1:2   | Brøndby IF                    |                                                                      |
| 19:30 CET        | Demarteau 42' | (1:2) | Christiansen 22' · Madsen 35' | Schoonenberg Stadion, Velsen-Zuid Widzów: 2000 Sędzia: Jana Adámková |

| 7 października 2009 | Brøndby IF       | 1:1   | AZ Alkmaar                         |                                                                 |
| 19:00 CET           | Christiansen 88' | (0:1) | Hansen 9' (sam.) · Zondag 30', 45' | Brøndby Stadion, Brøndby Widzów: 224 Sędzia: Cristina Dorcioman |

- Awans: Brøndby IF (3:2 w dwumeczu)

| 30 września 2009 | Rayo Vallecano Madryt | 1:3   | Rossijanka Krasnoarmiejsk                     |                                                                   |
| 17:00 CET        | Adriana 86'           | (0:2) | Petrova 4' · Oghiabeva 15' · Shmachkova 90+2' | Estadio Teresa Rivero, Madryt Widzów: 3462 Sędzia: Christine Beck |

| 7 października 2009 | Rossijanka Krasnoarmiejsk   | 2:1   | Rayo Vallecano Madryt |                                                                     |
| 15:00 MSK           | Oghiabeva 5' · Danilova 55' | (1:0) | Natalia 73'           | Stadion Rossijanka, Krasnoarmiejsk Widzów: 750 Sędzia: Tanja Schett |

- Awans: Rossijanka Krasnoarmiejsk (5:2 w dwumeczu)

## 1/8 finału
Pierwsze mecze 1/8 finału rozegrano w dniach 4–5 listopada, a rewanże 11–12 listopada. Do gier przystąpiono bez losowania, gdyż pary ustalono już przy poprzedniej ceremonii.
| 4 listopada 2009 | Rossijanka Krasnoarmiejsk | 0:1   | Umeå IK       |                                                                |
| 16:00 MSK        |                           | (0:0) | Jakobsson 51' | Stadion Saturn, Ramienskoje Widzów: 500 Sędzia: Dagmar Damková |

| 11 listopada 2009 | Umeå IK      | 1:1   | Rossijanka Krasnoarmiejsk |                                                                |
| 19:00 CET         | Jakobsson 2' | (1:1) | Chorna 37'                | Gammliavallen, Umeå Widzów: 357 Sędzia: Gyöngyi Krisztina Gaál |

- Awans: Umeå IK (2:1 w dwumeczu)

| 4 listopada 2009 | Røa IL | 0:0   | Zwiezda-2005 Perm |                                                         |
| 14:00 CET        |        | (0:0) |                   | Røa Kunstgress, Oslo Widzów: 145 Sędzia: Esther Staubli |

| 11 listopada 2009 | Zwiezda-2005 Perm | 1:1   | Røa IL    |                                                              |
| 19:00 YEKT        | Barbashina 61'    | (0:1) | Mienna 2' | Stadion Zwiezda, Perm Widzów: 1100 Sędzia: Bibiana Steinhaus |

- Awans: Røa IL (1:1 w dwumeczu, awans dzięki większej ilości bramek zdobytych na wyjeździe)

| 4 listopada 2009 | Montpellier HSC | 0:0   | Bayern Monachium |                                                                      |
| 18:00 CET        |                 | (0:0) |                  | Stade de la Mosson, Montpellier Widzów: 5677 Sędzia: Floarea Ionescu |

| 11 listopada 2009 | Bayern Monachium | 0:1 (pd.)  | Montpellier HSC |                                                                      |
| 19:00 CET         |                  | (0:0, 0:0) | Lattaf 105+2'   | Sportpark Aschheim, Aschheim Widzów: 810 Sędzia: Alexandra Ihringova |

- Awans: Montpellier HSC (1:0 w dwumeczu)

| 4 listopada 2009 | Sparta Praga | 0:3   | Arsenal Ladies                            |                                                           |
| 18:00 CET        |              | (0:2) | Flaherty 11' · Grant 27' · Little 55' (k) | Generali Arena, Praga Widzów: 1975 Sędzia: Christine Beck |

| 11 listopada 2009 | Arsenal Ladies                    | 2:0   | Sparta Praga |                                                             |
| 13:30 WET         | Heroldová 31' (sam.) · Little 56' | (1:0) |              | Meadow Park, Borehamwood Widzów: 312 Sędzia: Efthalia Mitsi |

- Awans: Arsenal Ladies (5:0 w dwumeczu)

| 4 listopada 2009 | 1. FFC Turbine Poczdam | 1:0   | Brøndby IF |                                                                    |
| 19:00 CET        | Bajramaj 17'           | (1:0) |            | Karl-Liebknecht-Stadion, Poczdam Widzów: 1123 Sędzia: Tanja Schett |

| 11 listopada 2009 | Brøndby IF | 0:4   | 1. FFC Turbine Poczdam                  |                                                              |
| 19:00 CET         |            | (0:1) | Kessler 6' (88) · Wich 65' · Mittag 66' | Brøndby Stadion, Brøndby Widzów: 398 Sędzia: Kirsi Heikkinen |

- Awans: 1. FFC Turbine Poczdam (5:0 w dwumeczu)

| 4 listopada 2009 | SV Neulengbach | 1:4   | Sassari Torres CF                    |                                                                    |
| 19:00 CET        | Novotny 43'    | (1:4) | Iannella 12', 27', 44' · Fuselli 15' | Wienerwaldstadion, Neulengbach Widzów: 750 Sędzia: Jenny Palmqvist |

| 11 listopada 2009 | Sassari Torres CF                                     | 4:1   | SV Neulengbach |                                                                 |
| 14:30 CET         | Manieri 46' · Tona 74' · Stracchi 87' · Fuselli 90+2' | (0:0) | Burger 67'     | Stadio Vanni Sanna, Sassari Widzów: 444 Sędzia: Marina Mamayeva |

- Awans: Sassari Torres CF (8:2 w dwumeczu)

| 4 listopada 2009 | FCR 2001 Duisburg | 1:1   | Linköpings FC |                                                                      |
| 19:30 CET        | Laudehr 86'       | (0:1) | Asllani 30'   | Stadion Niederrhein, Oberhausen Widzów: 1030 Sędzia: Claudine Brohet |

| 11 listopada 2009 | Linköpings FC | 0:2   | FCR 2001 Duisburg       |                                                                   |
| 19:00 CET         |               | (0:0) | Popp 59' · Grings 90+3' | Idrottsparken, Norrköping Widzów: 1217 Sędzia: Cristina Dorcioman |

- Awans: FCR 2001 Duisburg (2:0 w dwumeczu)

| 5 listopada 2009 | Fortuna Hjørring | 0:1   | Olympique Lyon |                                                                     |
| 19:00 CET        |                  | (0:1) | Thomis 16'     | Hjørring Stadion, Hjørring Widzów: 1028 Sędzia: Natalia Avdonchenko |

| 12 listopada 2009 | Olympique Lyon                                         | 5:0   | Fortuna Hjørring |                                                          |
| 18:00 CET         | Thomis 11' · Schelin 26', 81' · Franco 36' · Kátia 83' | (3:0) |                  | Stade Gerland, Lyon Widzów: 1850 Sędzia: Kateryna Monzul |

- Awans: Olympique Lyon (6:0 w dwumeczu)

## Ćwierćfinały
Pary ćwierćfinałowe oraz drabinkę dla pozostałej części rozgrywek rozlosowano 20 listopada 2009 w Nyonie. Pierwsze mecze w ramach ćwierćfinałów odbyły się 10 marca 2010, a rewanże w dniach 14 i 17 marca 2010.
| 10 marca 2010 | Olympique Lyon                    | 3:0   | Sassari Torres CF |                                                          |
| 17:30 CET     | Cruz Trana 19' · Schelin 30', 62' | (2:0) |                   | Stade Gerland, Lyon Widzów: 1107 Sędzia: Claudine Brohet |

| 17 marca 2010 | Sassari Torres CF     | 1:0   | Olympique Lyon |                                                                   |
| 15:00 CET     | Cruz Trana 18' (sam.) | (1:0) |                | Stadio Vanni Sanna, Sassari Widzów: 480 Sędzia: Bibiana Steinhaus |

- Awans: Olympique Lyon (3:1 w dwumeczu)

| 10 marca 2010 | Umeå IK | 0:0   | Montpellier HSC |                                                       |
| 19:00 CET     |         | (0:0) |                 | Gammliavallen, Umeå Widzów: 836 Sędzia: Teodora Albon |

| 17 marca 2010 | Montpellier HSC           | 2:2   | Umeå IK                         |                                                                   |
| 19:00 CET     | Diguelman 54' · Plaza 76' | (0:0) | I. Zingmark 86' · Jakobsson 90' | Stade de la Mosson, Montpellier Widzów: 5020 Sędzia: Tanja Schett |

- Awans: Umeå IK (2:2 w dwumeczu, awans dzięki większej ilości bramek zdobytych na wyjeździe)

| 10 marca 2010 | 1. FFC Turbine Poczdam                                      | 5:0   | Røa IL |                                                                       |
| 19:00 CET     | Kessler 20', 69' · Odebrecht 43' · Peter 49' · Nagasato 80' | (2:0) |        | Karl-Liebknecht-Stadion, Poczdam Widzów: 1496 Sędzia: Kateryna Monzul |

| 17 marca 2010 | Røa IL | 0:5   | 1. FFC Turbine Poczdam                                   |                                                              |
| 15:30 CET     |        | (0:1) | Mittag 30', 63' · Bajramaj 56' · Nagasato 73' · Wich 82' | Røa Kunstgress, Oslo Widzów: 285 Sędzia: Alexandra Ihringova |

- Awans: 1. FFC Turbine Poczdam (10:0 w dwumeczu)

| 10 marca 2010 | FCR 2001 Duisburg             | 2:1   | Arsenal Ladies    |                                                          |
| 19:30 CET     | Grings 24' (k) · Hegering 49' | (1:0) | Grings 66' (sam.) | MSV-Arena, Duisburg Widzów: 5145 Sędzia: Jenny Palmqvist |

| 14 marca 2010 | Arsenal Ladies | 0:2   | FCR 2001 Duisburg           |                                                                               |
| 13:00 WET     |                | (0:0) | Oster 49' · Himmighofen 88' | Stadion Woodside Park, Bishop’s Stortford Widzów: 724 Sędzia: Kirsi Heikkinen |

- Awans: FCR 2001 Duisburg (4:1 w dwumeczu)

## Półfinały
Mecze półfinałowe odbyły się w dniach 10–28 kwietnia. W pierwszym dwumeczu piłkarki Olympique Lyon uporały się ze szwedzkim klubem Umeå IK. W obu spotkaniach zawodniczki z Francji miały przewagę i zasłużenie awansowały do finału. Rywalizacja w drugim półfinale, w którym naprzeciw siebie stanęły dwie niemieckie ekipy miała znacznie bardziej wyrównany przebieg. Rozstrzygnięcia nie przyniosła nawet dogrywka w rewanżu i o awansie miała zadecydować seria rzutów karnych. W niej lepsze okazały się piłkarki z Poczdamu, wygrywając 3:1. Bohaterką została ich 17-letnia bramkarka, Anna Sarholz, która w konkursie rzutów karnych obroniła trzy jedenastki.
| 10 kwietnia 2010 | Olympique Lyon            | 3:2   | Umeå IK             |                                                         |
| 17:00 CET        | Nécib 3', 42' · Kátia 83' | (2:1) | Pettersson 19', 71' | Stade Gerland, Lyon Widzów: 4636 Sędzia: Christine Beck |

| 28 kwietnia 2010 | Umeå IK | 0:0   | Olympique Lyon |                                                             |
| 20:00 CET        |         | (0:0) |                | Gammliavallen, Umeå Widzów: 1526 Sędzia: Cristina Dorcioman |

- Awans: Olympique Lyon (3:2 w dwumeczu)

| 11 kwietnia 2010 | FCR 2001 Duisburg | 1:0   | 1. FFC Turbine Poczdam |                                                           |
| 14:00 CET        | Maes 28'          | (1:0) |                        | PCC-Stadion, Duisburg Widzów: 2150 Sędzia: Dagmar Damková |

| 18 kwietnia 2010 | 1. FFC Turbine Poczdam              | 1:0 k. 3:1         | FCR 2001 Duisburg                         |                                                                              |
| 14:00 CET        | Kemme 62'                           | (0:0, 1:0, k. 3:1) |                                           | Karl-Liebknecht-Stadion, Poczdam Widzów: 4522 Sędzia: Gyöngyi Krisztina Gaál |
| 14:00 CET        | · Zietz · Mittag · Peter · Bajramaj | Rzuty karne        | · Grings · Bresonik · Wermelt · Ioannidou | Karl-Liebknecht-Stadion, Poczdam Widzów: 4522 Sędzia: Gyöngyi Krisztina Gaál |

- Awans: 1. FFC Turbine Poczdam (1:1 w dwumeczu, awans po rzutach karnych)

## Finał
Mecz finałowy rozegrany został na Coliseum Alfonso Pérez w Getafe, na dwa dni przed finałem męskiej edycji Ligi Mistrzów w Madrycie. Spotkanie obfitowało w sytuacje bramkowe z obu stron, jednak żaden z zespołów nie potrafił skutecznie wykończyć ani jednej ze swoich akcji. Po bezbramkowych 90 minutach i dogrywce doszło więc do serii rzutów karnych, gdzie lepsze okazały się piłkarki z Niemiec. Dla 1. FFC Turbine Poczdam było to drugie zwycięstwo w rozgrywkach o prymat w Europie (pierwsze zostało odniesione w sezonie 2004/05).
| 20 maja 2010 20:30 CET                                                               | Olympique Lyon | 0 – 0 k. 6:7(0 – 0, 0 – 0)                                                                 | 1. FFC Turbine Poczdam | Coliseum Alfonso Pérez, Getafe Widzów: 10372 Sędzia: Kirsi Heikkinen |
|                                                                                      |                |                                                                                            |                        |                                                                      |
|                                                                                      |                | Rzuty karne                                                                                |                        |                                                                      |
| Franco · Dickenmann · Kaci · Henry · Herlovsen · Renard · Simone · Bouhaddi · Thomis |                | Zietz · Peter · Odebrecht · Mittag · Kerschowski · Nagasato · Bajramaj · Sarholz · Schmidt |                        |                                                                      |